# 3 grudnia
3 grudnia jest 337. (w latach przestępnych 338.) dniem w kalendarzu gregoriańskim. Do końca roku pozostaje 28 dni.

## Święta
- Imieniny obchodzą: Atalia, Biryn, Ema, Emma, Franciszek, Franciszek Ksawery, Gerlinda, Hilaria, Kasjan, Kryspin, Ksawery, Lucjusz, Łucjusz, Mirokles, Sofoniasz i Uniemir
- Ghana – Narodowy Dzień Farmerów
- Międzynarodowe:
  - Międzynarodowy Dzień Osób z Niepełnosprawnościami[1] (ustanowione w 1992 roku przez Zgromadzenie Ogólne ONZ)
  - Międzynarodowy Dzień Języka Baskijskiego[2] (ang. International Day of the Basque Language (ENE), ustanowiony w 1948 roku podczas VII Kongresu Eusko Ikaskuntza w Bayonne)[3]
- Polska – Dzień Naftowca i Gazownika (w czasach PRL Dzień Naftowca obchodzono 4 grudnia)[4]
- Wspomnienia i święta w Kościele katolickim[5][6] obchodzą:
  - św. Biryn (†650, biskup Dorchester)
  - św. Franciszek Ksawery (święto u jezuitów)
  - bł. Jan Nepomucen de Tschiderer (biskup)
  - św. Kasjan z Tangeru
  - św. Lucjusz (pierwszy biskup Churu)

## Wydarzenia w Polsce
- 1266 – Zmarł (najprawdopodobniej otruty) książę wrocławski Henryk III Biały, który osierocił 8-letniego syna Henryka IV Probusa. Rządy w księstwie objął brat zmarłego, arcybiskup Salzburga Władysław.
- 1375 – Książę legnicki Wacław II został mianowany biskupem lubuskim przez papieża Grzegorza XI.
- 1425 – Wojny husyckie: czescy husyci spalili oba kościoły w Bardzie i ograbili klasztor cysterski w Kamieńcu Ząbkowickim.
- 1626 – V wojna polsko-szwedzka: zwycięstwo wojsk szwedzkich w bitwie pod Kiesią.
- 1725 – Ordynat Tomasz Józef Zamoyski podpisał akt lokacyjny Józefowa w powiecie biłgorajskim.
- 1733 – Wojna o sukcesję polską: w Opatowie zawiązano lokalną konfederację w obronie wolności elekcji.
- 1786 – Trzęsienie ziemi z epicentrum w Beskidach, odczuwalne od Wrocławia po Lwów.
- 1811 – Otwarto hotel „De Russie” we Lwowie.
- 1823 – Ukazało się pierwsze wydanie pierwszego żydowskiego czasopisma na ziemiach polskich „Dostrzegacz Nadwiślański”.
- 1830 – Rada Administracyjna Królestwa Kongresowego została zastąpiona przez Rząd Tymczasowy.
- 1918 – W Poznaniu rozpoczął obrady Polski Sejm Dzielnicowy.
- 1940 – Cyryl Ratajski został delegatem Rządu na Kraj.
- 1943 – Na podwórzu spalonego domu przy ul. Puławskiej 21/23 oraz obok nieistniejącej już zajezdni tramwajowej przy ul. Puławskiej 13 w Warszawie Niemcy rozstrzelali 112 więźniów Pawiaka.
- 1945 – Utworzono przedsiębiorstwo państwowe Centrala Produktów Naftowych (CPN).
- 1950 – Odbył się spis powszechny.
- 1951 – Otwarto Pałac Młodzieży w Katowicach.
- 1955 – Zainaugurował działalność Teatr Ludowy w Krakowie.
- 1957 – Wystartowała Telewizja Katowice.
- 1959 – Premiera filmu wojennego Biały niedźwiedź w reżyserii Jerzego Zarzyckiego.
- 1961 – Elektryk Stanisław Jaros usiłował dokonać drugiego zamachu bombowego na przebywającego w Sosnowcu Władysława Gomułkę. Zbyt późno odpalona bomba zabiła mężczyznę i ciężko zraniła dziecko.
- 1964 – 8 członków załogi zginęło w pożarze okrętu podwodnego ORP „Sęp”.
- 1984:
  - Premiera filmu przygodowego Tajemnica starego ogrodu w reżyserii Juliana Dziedziny.
  - Rozpoczął się strajk szkolny w Zespole Szkół Zawodowych we Włoszczowie.
- 1992 – Powstała Federacja Rodzin Katyńskich.
- 2005 – Pożar kościoła Wniebowzięcia Najświętszej Maryi Panny w Nowogardzie.
- 2014 – Otwarto Muzeum Ognia w Żorach.

## Wydarzenia na świecie

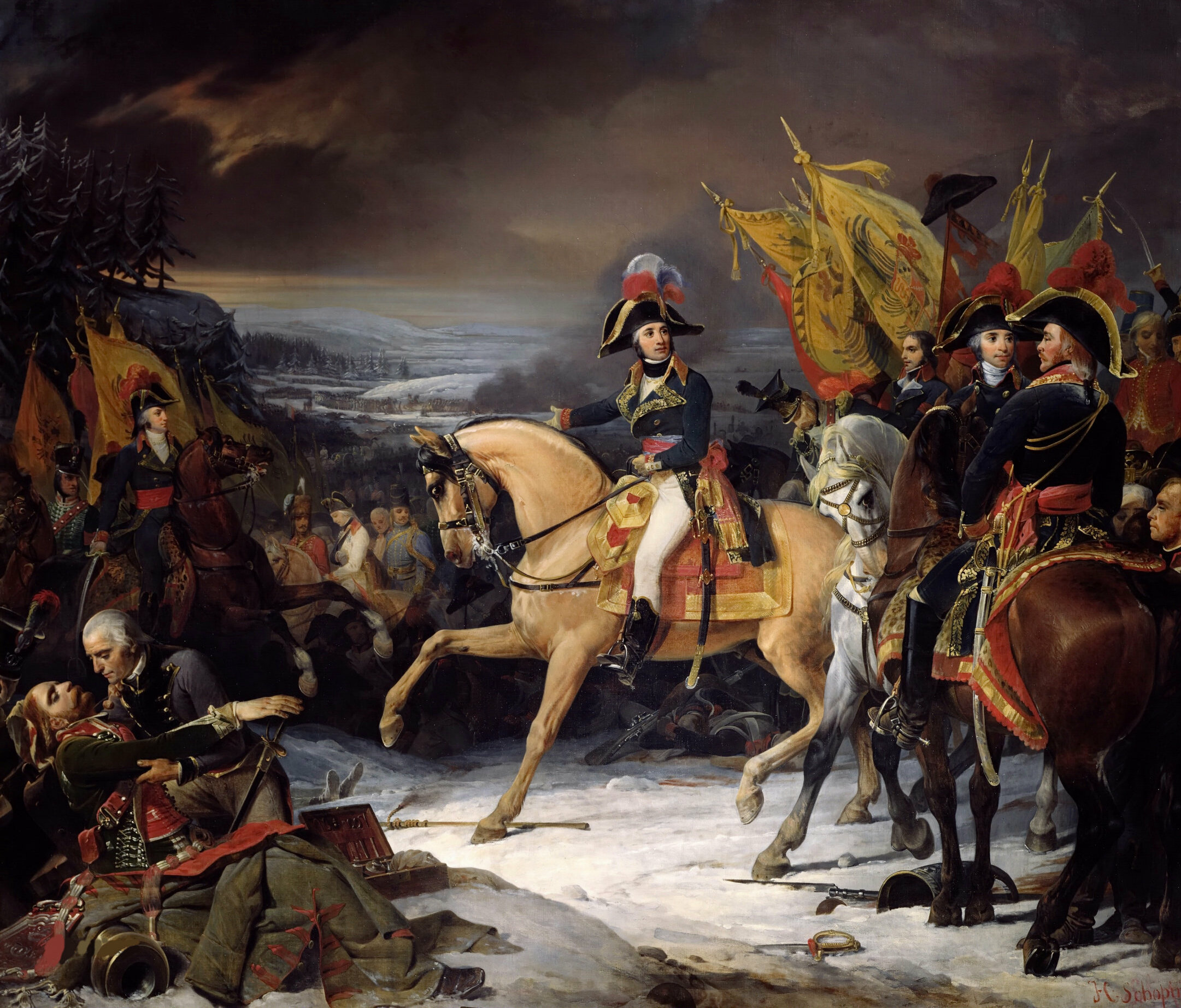
Bitwa pod Hohenlinden (1800) na obrazie Henri-Frédérica Schopina

- 741 – Zachariasz został papieżem.
- 1469 – Wawrzyniec Wspaniały został władcą Florencji.
- 1501 – Książę Sabaudii Filibert II Piękny ożenił się po raz drugi z Małgorzatą Habsburg.
- 1544 – Ukazało się pierwsze wydanie Postylli domowej – zbioru 64 kazań wygłoszonych w latach 1532–34 w swoim domu do rodziny i przyjaciół przez Marcina Lutra, a spisanych przez jego sekretarza Veita Dietricha.
- 1591 – 101 piwowarów z Hamburga podpisało pierwsze na świecie ubezpieczenie majątkowe. Poszkodowany w ewentualnym pożarze miał otrzymać od pozostałych sygnatariuszy po 10 talarów.
- 1592 – Ranuccio I został księciem Parmy.
- 1634 – Piraci wymordowali mieszkańców i spalili miasto Ogmok na flipińskiej wyspie Leyte.
- 1700 – Kardynał Fabrizio Paolucci został sekretarzem stanu Stolicy Apostolskiej.
- 1721 – Johann Sebastian Bach poślubił swą drugą żonę Annę Magdalenę Wilcke.
- 1740 – Papież Benedykt XIV ogłosił pierwszą w historii encyklikę Ubi primum.
- 1793 – Powstanie w Wandei: francuskie wojska rewolucyjne rozpoczęły oblężenie Angers.
- 1800 – II koalicja antyfrancuska: zwycięstwo wojsk francuskich nad austriacko-bawarskimi w bitwie pod Hohenlinden.
- 1810 – Wojska brytyjskie zajęły do tej pory francuski Mauritius.
- 1818:
  - Illinois jako 18. stan dołączyło do Unii.
  - W Neapolu odbyła się premiera opery Ricciardo i Zoraida Gioacchino Rossiniego.
- 1819 – Założono miasto Montgomery w stanie Alabama.
- 1820 – W Neapolu odbyła się premiera opery Mahomet II Gioacchino Rossiniego.
- 1824 – Wojna o niepodległość Peru: zwycięstwo wojsk hiszpańskich w bitwie pod Corpahuaico.
- 1825 – Ziemia van Diemena (obecnie Tasmania) została samodzielną kolonią. Wcześniej była częścią Nowej Południowej Walii.
- 1829 – Zawarto unię realną pomiędzy Prusami Zachodnimi i Prusami Wschodnimi, która doprowadziła do zjednoczenia obu prowincji w jedną o nazwie Prusy ze stolicą w Królewcu.
- 1834 – Papież Grzegorz XVI erygował diecezję Kolombo.
- 1839:
  - Chrystian VIII Oldenburg został królem Danii.
  - Papież Grzegorz XV w brewe In supremo potępił niewolnictwo i sprzedaż niewolników jako niegodne chrześcijan.
- 1842 – Wojska wierne władzom w Madrycie dokonały z zamku na wzgórzu Montjuïc bombardowania zbuntowanej Barcelony.
- 1854 – W okolicach dzisiejszego miasta Ballarat w australijskim stanie Wiktoria brytyjskiej siły bezpieczeństwa dokonały masakry 22 zbuntowanych poszukiwaczy złota.
- 1867 – Emmanuel Servais został premierem Luksemburga.
- 1868 – W Wielkiej Brytanii utworzono pierwszy rząd Williama Ewarta Gladstone’a.
- 1885 – Antonio Arenas został prezydentem Peru.
- 1887 – Marie François Sadi Carnot został prezydentem Francji.
- 1893 – Jean Casimir-Périer został premierem Francji.
- 1896 – Herman Hollerith założył Tabulating Machine Company (obecnie IBM).
- 1899 – Uruchomiono komunikację tramwajową we francuskim Sedan.
- 1900 – Założono sekcję piłkarską budapesztańskiego klubu sportowego Ferencvárosi TC.
- 1901:
  - 81 spośród ok. 170 osób na pokładzie zginęło na rzece Mandovi na terytorium Goa w Portugalskich Indiach w katastrofie promu z pielgrzymami udającymi się na uroczystości ku czci św. Franciszka Ksawerego.
  - Amerykanin King Camp Gillette złożył wniosek o opatentowanie maszynki do golenia o wymiennych ostrzach.
- 1994 – Amerykański astronom Charles Dillon Perrine odkrył Himalię, jeden z księżyców Jowisza.
- 1906 – Założono włoski klub piłkarski Torino FC.
- 1910 – U wejścia do Grand Palais w Paryżu, gdzie odbywała się wystawa motoryzacyjna, po raz pierwszy użyto do oświetlenia lamp neonowych wynalezionych przez Georges’a Claude’a.
- 1912 – I wojna bałkańska: Liga Bałkańska podpisała rozejm z Turcją.
- 1913:
  - W Dakocie Południowej wykonano ostatni wyrok śmierci przed moratorium wprowadzonym na okres 26 lat.
  - W pożarze hotelu „Arcadia” w Bostonie zginęło 28 osób, a 50 odniosło obrażenia.
- 1916 – I wojna światowa: zwycięstwo wojsk niemiecko-bułgarskich nad rumuńskimi w bitwie pod Ardżesz (1-3 grudnia).
- 1918 – Rada wraz z rządem Białoruskiej Republiki Ludowej opuściły Mińsk.
- 1930:
  - Edwin Barclay został prezydentem Liberii.
  - W Berlinie odbyła się premiera operetki Piękny jest świat Franza Lehára.
- 1931 – Francuski astronom Louis Boyer odkrył planetoidę (1212) Francette.
- 1932 – W Niemczech utworzono rząd Kurta von Schleichera.
- 1938 – W stolicy Chile Santiago otwarto Stadion Narodowy.
- 1939 – II wojna światowa: brytyjski samolot po raz pierwszy zbombardował terytorium Niemiec, zrzucając bombę na wyspę Helgoland.
- 1941:
  - Józef Stalin w trakcie spotkania z generałami Władysławem Sikorskim i Władysławem Andersem oświadczył, że w sowieckich obozach nie ma już polskich oficerów, a zaginieni zapewne uciekli do Mandżurii.
  - Rozpoczęło nadawanie Chińskie Radio Międzynarodowe.
- 1944 – Masakra co najmniej 15 lewicowych demonstrantów w Atenach doprowadziła do wybuchu 35-dniowych walk w mieście między wojskami brytyjskimi i królewskimi oraz byłymi greckimi oddziałami hitlerowskimi z jednej strony a lewicowo-republikańskimi i komunistycznymi partyzantami z drugiej.
- 1948 – Wszedł w życie Traktat międzyamerykański o pomocy wzajemnej.
- 1951 – Fauzi as-Silu został prezydentem Syrii.
- 1959 – Przyjęto flagę Singapuru i flagę Wybrzeża Kości Słoniowej.
- 1963 – We Francji ustanowiono Order Narodowy Zasługi.
- 1965 – Ukazał się album Rubber Soul grupy The Beatles.
- 1966 – W czasie tłumienia przez policję antyportugalskiej manifestacji w Makau zginęło 8 osób, a 212 zostało rannych.
- 1967 – W Kapsztadzie Christiaan Barnard przeprowadził pierwszą na świecie operację przeszczepienia serca.
- 1968 – Weszła w życie Umowa o ratowaniu kosmonautów, powrocie kosmonautów i zwrocie obiektów wypuszczonych w przestrzeń kosmiczną.
- 1969 – 62 osoby zginęły w katastrofie francuskiego Boeinga 707 w Wenezueli.
- 1971:
  - Anglikański biskup Hongkongu Gilbert Baker dokonał pierwszej ordynacji kobiet: Joyce M. Bennett i Jane Hwang.
  - Wybuchła wojna indyjsko-pakistańska.
- 1972 – 155 osób zginęło na Wyspach Kanaryjskich w katastrofie samolotu Convair należącego do hiszpańskich linii lotniczych Spantax.
- 1976:
  - Nieznani sprawcy ostrzelali z broni maszynowej dom Boba Marleya.
  - Oddano do użytku Most Moskiewski w Kijowie.
  - Patrick Hillery został prezydentem Irlandii.
- 1979:
  - 11 osób zostało stratowanych na śmierć, a 26 odniosło obrażenia przed koncertem brytyjskiej grupy The Who w hali Riverfront Coliseum w Cincinnati w amerykańskim stanie Ohio.
  - W Iranie zakończyło się dwudniowe referendum, w którym 99,5% głosujących opowiedziało się za przyjęciem nowej, islamskiej konstytucji.
- 1982 – W stolicy Ekwadoru Quito dwóch policjantów zginęło, a jedna osoba została ranna w zamachu bombowym na ambasadę Izraela.
- 1984 – Doszło do katastrofy przemysłowej w Bhopalu w indyjskim stanie Madhya Pradesh, w wyniku której zginęło kilka tysięcy osób.
- 1988 – 8 osób (5 Niemców i 3 Polaków) zginęło w katastrofie kolejowej pod Horką w NRD w pobliżu granicy z Polską.
- 1989 – Ukazał się pierwszy numer tygodnika „Głos znad Niemna”, organu prasowego Związku Polaków na Białorusi.
- 1990 – Mary Robinson została prezydentem Irlandii.
- 1992 – Wysłano pierwszy SMS.
- 1994 – Premiera konsoli do gier wideo PlayStation.
- 1995 – 72 osoby zginęły w katastrofie należącego do Cameroon Airlines Boeinga 737 w Kamerunie.
- 1996 – 4 osoby zginęły, a 86 zostało rannych w zamachu bombowym na pociąg w Paryżu, dokonanym prawdopodobnie przez algierską Zbrojną Grupę Islamską.
- 1997:
  - Na Uniwersytecie Hawajskim urodziła się Cumulina, pierwsza sklonowana mysz, która w pełni się rozwinęła i dożyła wieku dorosłego.
  - Przedstawiciele 121 państw podpisali Traktat ottawski przewidujący wyeliminowanie min przeciwpiechotnych jako środka walki zbrojnej.
- 1998 – Francisco Fadul został premierem Gwinei Bissau.
- 2006 – Na zakończonych w Japonii Mistrzostwach Świata polscy siatkarze zdobyli tytuł wicemistrzowski, przegrywając w finale z Brazylią 0:3.
- 2007 – Kevin Rudd został premierem Australii.
- 2009:
  - 3 somalijskich ministrów i 19 innych osób zginęło w zamachu bombowym na hotel w stolicy Somalii Mogadiszu.
  - Przywódca gwinejskiej junty wojskowej Moussa Dadis Camara został ranny w zamachu.
- 2010 – W rumuńskiej Konstancy zlikwidowano komunikację trolejbusową.
- 2011:
  - Amerykanka Sarah Hendrickson wygrała pierwszy w historii konkurs kobiecego Pucharu Świata w skokach narciarskich rozegrany na skoczni Lysgårdsbakken w norweskim Lillehammer.
  - Donald Ramotar został prezydentem Gujany.
- 2013 – Protesty na Ukrainie: w głosowaniu w Radzie Najwyższej opozycji nie udało się przeforsować wniosku o wotum nieufności wobec rządu Mykoły Azarowa.
- 2018 – Jorge Bom Jesus został premierem Wysp Świętego Tomasza i Książęcej.

## Eksploracja kosmosu
- 1973 – Sonda kosmiczna Pioneer 10 przeleciała w odległości 130 tys. km od Jowisza, przekazując na Ziemię 300 zdjęć planety.
- 1974 – Sonda Pioneer 11 minęła Jowisza w odległości 42760 km, dokonując pierwszych obserwacji regionów okołobiegunowych i fotografując Wielką Czerwoną Plamę.
- 1999 – Sonda kosmiczna Mars Polar Lander wylądowała na Marsie, tracąc kontakt z Ziemią.
- 2010 – Amerykański bezzałogowy wahadłowiec kosmiczny Boeing X-37 powrócił na Ziemię po pierwszym locie orbitalnym.

## Urodzili się
- 1359 – Szejk Bedreddin, teolog, mówca, przywódca antyosmańskiego powstania ludowego (zm. 1420)
- 1368 – Karol VI Szalony, król Francji (zm. 1422)
- 1483 – Nikolaus von Amsdorf, niemiecki duchowny i teolog luterański (zm. 1565)
- 1523 – Lorenzo Strozzi, włoski duchowny katolicki, biskup Béziers, arcybiskup Aix, kardynał (zm. 1571)
- 1543 – Alessandro Riario, włoski kardynał (zm. 1585)
- 1560 – Jan Gruter, flamandzki filolog, historyk, antykwariusz (zm. 1627)
- 1590 – Daniel Seghers, flamandzki malarz (zm. 1661)
- 1596 – Nicola Amati, włoski lutnik (zm. 1684)
- 1621 – Bohuslav Balbín, czeski jezuita, literat, historyk, pedagog (zm. 1688)
- 1645 – Michał Stefan Radziejowski, polski duchowny katolicki, podkanclerzy koronny, biskup warmiński, arcybiskup gnieźnieński i prymas Polski, kardynał (zm. 1705)
- 1684:
  - Thure Gabriel Bielke, szwedzki wojskowy, dyplomata (zm. 1763)
  - Ludvig Holberg, duński pisarz pochodzenia norweskiego (zm. 1754)
- 1696 – Samuel Christian Hollmann, niemiecki fizyk, filozof (zm. 1787)
- 1722 – Hryhorij Skoworoda, ukraiński poeta, filozof, kompozytor (zm. 1794)
- 1729 – Antonio Soler, hiszpański kompozytor (zm. 1783)
- 1731 – Stefano Borgia, włoski kardynał, historyk, dyplomata, kolekcjoner (zm. 1804)
- 1735 – Michał Ksawery Sapieha, polski generał major (zm. 1766)
- 1752 – George Cabot, amerykański polityk, senator (zm. 1823)
- 1753 – Samuel Crompton, brytyjski włókniarz, mechanik (zm. 1827)
- 1755:
  - Jacques-Antoine Dulaure, francuski pisarz (zm. 1835)
  - Gilbert Stuart, amerykański malarz portrecista (zm. 1828)
- 1756 – Aaron Ogden, amerykański prawnik, polityk, senator (zm. 1839)
- 1758 – Louis Adam, francuski kompozytor, pianista (zm. 1848)
- 1760 – Michel Regnaud de Saint-Jean d’Angély, francuski prawnik, polityk (zm. 1819)
- 1764:
  - Mary Lamb, brytyjska pisarka (zm. 1847)
  - Augusta Karolina Welf, księżna wirtemberska (zm. 1788)
  - Franciszek Wyszkowski, polski hrabia, generał major, pamiętnikarz (zm. 1824)
- 1777 – Juliette Récamier, francuska właścicielka salonu literackiego (zm. 1849)
- 1778 – Franciszek Ksawery Kossecki, polski generał (zm. 1857)
- 1781:
  - Franciszek Fornalski, polski żołnierz, uczestnik wojen napoleońskich (zm. 1863)
  - Franz Xavier Luschin, austriacki duchowny katolicki, arcybiskup metropolita lwowski i prymas Galicji i Lodomerii (zm. 1854)
- 1786 – Robert Graham, szkocki lekarz, botanik (zm. 1845)
- 1795 – Rowland Hill, brytyjski nauczyciel, pomysłodawca wprowadzenia do obiegu znaczków pocztowych (zm. 1879)
- 1796 – Francis Kenrick, amerykański duchowny katolicki, arcybiskup Baltimore pochodzenia irlandzkiego (zm. 1863)
- 1797 – Andrew Smith, szkocki etnolog, zoolog, lekarz (zm. 1872)
- 1798 – Franciszek Ksawery Fuchs, polski kupiec, przemysłowiec (zm. 1885)
- 1800 – France Prešeren, słoweński poeta (zm. 1849)
- 1801 – Józef Szułdrzyński, polski ziemianin, działacz społeczny i gospodarczy (zm. 1859)
- 1802 – Constantin Guys, francuski malarz, rysownik, akwarelista (zm. 1892)
- 1806 – Achille Ginoulhiac, francuski duchowny katolicki, biskup Grenoble, arcybiskup Lyonu (zm. 1875)
- 1807 – Franciszek Pawłowski, polski duchowny katolicki, historyk Kościoła (zm. 1876)
- 1810:
  - Louisa Susannah Cheves McCord, amerykańska poetka (zm. 1879)
  - Mary Traill Spence Lowell Putnam, amerykańska poetka, pisarka (zm. 1898)
- 1812 – Hendrik Conscience, belgijski pisarz (zm. 1883)
- 1818 – Max von Pettenkofer, niemiecki chemik, higienista (zm. 1901)
- 1820 – Adam Franciszek Skorupka, polski aktor, dyrektor teatru (zm. 1872)
- 1822 – Korla Awgust Kocor, łużycki kompozytor, działacz narodowy (zm. 1904)
- 1823 – Stanisław Dospewski, bułgarski ikonograf, malarz (zm. 1878)
- 1826 – George McClellan, amerykański generał major (zm. 1885)
- 1829 – August Łoś, polski polityk, oficer, uczestnik powstania styczniowego (zm. 1902)
- 1830 – Frederic Leighton, brytyjski malarz, rzeźbiarz (zm. 1896)
- 1833 – Carlos Finlay, kubański lekarz, naukowiec (zm. 1915)
- 1834 – Franciszek Sokołowski, polski ziemianin, polityk, uczestnik powstania styczniowego (zm. 1866)
- 1837:
  - Hippolyte Boulenger, belgijski malarz (zm. 1874)
  - Franciszek Gedel, polski ziemianin, polityk (zm. 1905)
- 1838:
  - Octavia Hill, brytyjska malarka, pedagog (zm. 1912)
  - Ludwika Maria Hohenzollern, wielka księżna Badenii (zm. 1923)
- 1841 – Antonina Działowska, polska posiadaczka ziemska, mecenas nauki (zm. 1884)
- 1843 – František Xaver Neruda, morawski wiolonczelista, kompozytor (zm. 1915)
- 1844 – Maksymilian Hertel, polski poeta, inżynier, uczestnik powstania styczniowego (zm. 1921)
- 1853 – Stanisław Masłowski, polski malarz (zm. 1926)
- 1855 – Władysław Wścieklica, polski przemysłowiec (zm. 1929)
- 1857:
  - Dmitrij Abacyjew, rosyjski generał kawalerii pochodzenia osetyjskiego (zm. 1936)
  - Joseph Conrad, brytyjski pisarz, publicysta pochodzenia polskiego (zm. 1924)
  - Mathilde Kralik, austriacka pianistka, kompozytorka (zm. 1944)
  - Max Pinkus, niemiecki przedsiębiorca, bibliofil, mecenas sztuki (zm. 1934)
- 1860 – Moritz Baerwald, niemiecki prawnik, przedsiębiorca, notariusz, polityk pochodzenia żydowskiego (zm. 1919)
- 1862:
  - Colin Richard Keppel, brytyjski arystokrata, admirał (zm. 1947)
  - Jules Renkin, belgijski polityk, premier Belgii (zm. 1934)
- 1863:
  - Jeorjos Chadzianestis, grecki generał (zm. 1922)
  - Ksawery Sporzyński, polski nauczyciel, podróżnik (zm. 1922)
- 1864 – Herman Heijermans, holenderski pisarz, publicysta (zm. 1924)
- 1865:
  - Artur Benis, polski prawnik, ekonomista, historyk literatury (zm. 1932)
  - Franc Stefanis, ukraiński anatom (zm. 1917)
- 1866 – Ethna Carbery, irlandzka poetka, pisarka i dziennikarka (zm. 1902)
- 1869 – Slobodan Jovanović, serbski prawnik, historyk, dziennikarz, socjolog, krytyk literacki, polityk, premier Jugosławii (zm. 1958)
- 1870 – Agnes Inglis, amerykańska archiwistka (zm. 1952)
- 1872 – Guido Holzknecht, austriacki radiolog (zm. 1931)
- 1874 – Piotr Poveda Castroverde, hiszpański duchowny katolicki, męczennik, święty (zm. 1936)
- 1875:
  - Ołeksandr Hrekow, ukraiński generał-chorąży (zm. 1958)
  - Bernard Lichtenberg, niemiecki duchowny katolicki, męczennik, błogosławiony (zm. 1943)
  - Ludvig Puusepp, estoński neurochirurg (zm. 1942)
- 1877:
  - Richard Pearse, nowozelandzki farmer, pionier lotnictwa, wynalazca (zm. 1953)
  - Wang Guowei, chiński filozof, historyk, archeolog, poeta, krytyk literacki (zm. 1927)
- 1879:
  - Kafū Nagai, japoński prozaik, eseista (zm. 1950)
  - Hugo Henry Riemer, amerykański działacz religijny, członek Ciała Kierowniczego Świadków Jehowy (zm. 1965)
- 1880 – Fedor von Bock, niemiecki feldmarszałek (zm. 1945)
- 1882:
  - Edmond Audemars, szwajcarski kolarz szosowy i torowy, pionier lotnictwa, przedsiębiorca (zm. 1970)
  - Elżbieta Korfantowa, śląska działaczka społeczna i polityczna (zm. 1966)
- 1883:
  - Rajner Sycylijski, książę Castro (zm. 1973)
  - Anton Webern, austriacki kompozytor (zm. 1945)
- 1884 – Rajendra Prasad, indyjski polityk, prezydent Indii (zm. 1963)
- 1886:
  - Manne Siegbahn, szwedzki fizyk, laureat Nagrody Nobla (zm. 1978)
  - Adam Skwarczyński, polski polityk, publicysta (zm. 1934)
- 1887 – Higashikuni Naruhiko, japoński książę, polityk, premier Japonii (zm. 1990)
- 1888 – Franciszek Dindorf-Ankowicz, polski generał brygady (zm. 1963)
- 1889 – Józef Wesołowski, polski inżynier, żołnierz, działacz samorządowy i sportowy, pierwszy powojenny prezydent Katowic (zm. 1954)
- 1890:
  - Franciszka Cualladó Baixauli, hiszpańska działaczka Akcji Katolickiej, męczennica, błogosławiona (zm. 1936)
  - Stefania Zieleńczyk, polska pedagog, autorka podręczników (zm. 1953)
- 1891 – Gustaf Lindblom, szwedzki lekkoatleta, trójskoczek (zm. 1960)
- 1892:
  - Tomasz Dobiosz, polski działacz komunistyczny, polityk, prezydent Świętochłowic (zm. 1975)
  - Lola Landau, niemiecka pisarka pochodzenia żydowskiego (zm. 1990)
  - Jerry Vasconcells, amerykański pilot wojskowy, as myśliwski (zm. 1950)
- 1893 – Adam Gruca, polski ortopeda (zm. 1983)
- 1894 – Władimir Engelhardt, rosyjski biochemik, wykładowca akademicki (zm. 1984)
- 1895:
  - Anna Freud, austriacka psychoanalityk (zm. 1982)
  - Aleksander Hertz, polski socjolog, wykładowca akademicki pochodzenia żydowskiego (zm. 1983)
  - Tadeusz Olsza, polski aktor, piosenkarz (zm. 1975)
- 1896 – Bolesław Szabelski, polski kompozytor, organista (zm. 1979)
- 1897:
  - Stefan Grzebalski, polski prawnik (zm. 1944)
  - Andrij Hołowko, ukraiński pisarz, krytyk literacki (zm. 1972)
- 1898:
  - Asbjørn Halvorsen, norweski piłkarz, trener (zm. 1955)
  - Lew Knipper, rosyjski kompozytor pochodzenia niemieckiego (zm. 1974)
  - Michaił Koszkin, rosyjski konstruktor wojskowy (zm. 1940)
  - Robert Werner, polski plutonowy piechoty (zm. 1939)
- 1899 – Hayato Ikeda, japoński polityk, premier Japonii (zm. 1965)
- 1900:
  - Jack Cameron, kanadyjski hokeista (zm. 1981)
  - Richard Kuhn, austriacko-niemiecki biochemik, wykładowca akademicki, laureat Nagrody Nobla (zm. 1967)
- 1901:
  - Glenn Hartranft, amerykański lekkoatleta, kulomiot, dyskobol (zm. 1970)
  - Mildred Wiley, amerykańska lekkoatletka, skoczkini wzwyż (zm. 2000)
- 1902 – Mitsuo Fuchida, japoński komandor (zm. 1976)
- 1903:
  - Chester E. Holifield, amerykański polityk (zm. 1995)
  - Roman Ostaszewski, polski podporucznik rezerwy kawalerii, polityk, poseł na Sejm RP (zm. 1940)
- 1904:
  - Avanti Martinetti, włoski kolarz szosowy i torowy (zm. 1970)
  - Edgar Moon, australijski tenisista (zm. 1976)
- 1905:
  - Kazimierz Kapitańczyk, polski chemik, wykładowca akademicki (zm. 1970)
  - Werner Markert, niemiecki historyk, sowietolog (zm. 1965)
  - Kazimierz Wajda, polski aktor, dziennikarz (zm. 1955)
- 1906 – Janina Siwkowska, polska pisarka, poetka (zm. 1981)
- 1907:
  - Jan Grudziński, polski oficer marynarki wojennej (zm. 1940)
  - Virginia Kellogg, amerykańska scenarzystka filmowa (zm. 1981)
  - Ryhor Kruszyna, białoruski poeta, dziennikarz i działacz emigracyjny (zm. 1979)
- 1908:
  - Nigel Balchin, brytyjski pisarz, scenarzysta filmowy (zm. 1970)
  - Victor Pasmore, brytyjski rzeźbiarz, malarz, architekt (zm. 1998)
  - Anna Sten, radziecka aktorka pochodzenia ukraińskiego (zm. 1993)
- 1909:
  - Arne Berg, szwedzki kolarz szosowy (zm. 1997)
  - Charlotte Kretschmann, niemiecka superstulatka (zm. 2024)
- 1910 – Józef Hojoł, polski duchowny katolicki, żołnierz AK, poeta (zm. 1996)
- 1911:
  - Dow Bar-Nir, izraelski polityk (zm. 2000)
  - Nino Rota, włoski kompozytor muzyki filmowej (zm. 1979)
- 1912 – Josef Hrabák, czeski filolog, literaturoznawca, wykładowca akademicki (zm. 1987)
- 1913 – Gerry Healy, brytyjski polityk, trockista (zm. 1989)
- 1914 – Kaisa Parviainen, fińska lekkoatletka, oszczepniczka (zm. 2002)
- 1915:
  - Sero Chanzadian, ormiański pisarz (zm. 1998)
  - Richard Tesařík, czechosłowacki generał (zm. 1967)
- 1916:
  - Stanisław Grabda, polski żołnierz NSZ i AK, uczestnik podziemia antykomunistycznego (zm. 1953)
  - Roger Le Nizerhy, francuski kolarz torowy (zm. 1999)
- 1917:
  - Wilhelm Brasse, polski fotograf, więzień obozu koncentracyjnego Auschwitz-Birkenau (zm. 2012)
  - Jerzy Powiertowski, polski zakonnik, męczennik, Sługa Boży (zm. 1944)
  - Manuel Solís Palma, panamski ekonomista, polityk, p.o. prezydenta Panamy (zm. 2009)
  - Marian Waluchowski, polski generał brygady (zm. 1968)
- 1919:
  - Fenny Heemskerk, holenderska szachistka (zm. 2007)
  - Władysław Skoraczewski, polski śpiewak, dyrygent, działacz harcerski (zm. 1980)
- 1920:
  - Danilo Alvim, brazylijski piłkarz, trener (zm. 1996)
  - Antonio Imbert Barrera, dominikański generał, polityk, prezydent Dominikany (zm. 2016)
  - Jerzy Jochimek, polski pisarz (zm. 2010)
  - Marie Ljalková, czeska wojskowa, strzelczyni wyborowa (zm. 2011)
  - Eduardo Francisco Pironio, argentyński kardynał (zm. 1998)
  - Mieczysław Skotnicki, polski poeta, działacz podziemia niepodległościowego w czasie II wojny światowej i podziemia antykomunistycznego (zm. 2017)
  - Zygmunt Surowiec, polski prawnik, polityk, sekretarz Rady Państwa (zm. 2008)
- 1921:
  - Jaroslav Šajtar, czeski szachista (zm. 2003)
  - Tesourinha, brazylijski piłkarz (zm. 1979)
- 1922:
  - Maria Garbowska-Kierczyńska, polska aktorka (zm. 2016)
  - Henry Grunwald, amerykański dziennikarz, dyplomata pochodzenia austriackiego (zm. 2005)
  - Sven Nykvist, szwedzki operator filmowy (zm. 2006)
  - Franciszek Racis, polski muzykant, skrzypek i śpiewak ludowy (zm. 2018)
- 1923:
  - Stjepan Bobek, chorwacki piłkarz, trener (zm. 2010)
  - Franciszek Olszówka, polski porucznik, uczestnik podziemia antykomunistycznego (zm. 1946)
  - Paul Shan Kuo-hsi, chiński duchowny katolicki, arcybiskup Hualian i Kaohsiung, kardynał (zm. 2012)
  - Adam Słodowy, polski major, popularyzator majsterkowania (zm. 2019)
- 1924:
  - Wiel Coerver, holenderski piłkarz, trener (zm. 2011)
  - Roberto Mieres, argentyński kierowca wyścigowy (zm. 2012)
  - Ralph Regula, amerykański polityk (zm. 2017)
  - John Winter, australijski lekkoatleta, skoczek wzwyż (zm. 2007)
- 1925:
  - Ferlin Husky, amerykański piosenkarz country (zm. 2011)
  - Kimishige Ishizaka, japoński immunolog (zm. 2018)
- 1926:
  - Barbara Barska-Stockinger, polska piosenkarka (zm. 2024)
  - Jan Kolasa, polski prawnik (zm. 2016)
  - Drita Pelingu, albańska aktorka, reżyserka (zm. 2013)
- 1927:
  - Jean Dewever, francuski reżyser i scenarzysta filmowy (zm. 2010)
  - Janusz Dolny, polski pianista, pedagog (zm. 2008)
  - Paweł Krężel, polski piłkarz, trener (zm. 2004)
  - Andy Williams, amerykański piosenkarz (zm. 2012)
- 1928:
  - Carlo Giuffrè, włoski aktor (zm. 2018)
  - Mieczysław Król, polski architekt (zm. 2013)
  - Jack McMahon, amerykański koszykarz (zm. 1989)
- 1929:
  - Antonio Fuertes, hiszpański piłkarz (zm. 2015)
  - José Geraldo Oliveira do Valle, brazylijski duchowny katolicki, biskup Guaxupé
- 1930:
  - Frédéric Etsou-Nzabi-Bamungwabi, kongijski duchowny katolicki, arcybiskup Kinszasy, kardynał (zm. 2007)
  - Jean-Luc Godard, francuski reżyser, scenarzysta, producent i krytyk filmowy (zm. 2022)
  - Werner Remmers, niemiecki polityk, działacz społeczny (zm. 2011)
- 1931:
  - Jan Filipek, polski profesor łąkarstwa (zm. 1993)
  - Andrzej Wawrzyniak, polski marynarz, dyplomata, muzealnik (zm. 2020)
- 1932:
  - Janusz Alwasiak, polski onkolog, neuropatolog (zm. 2019)
  - Corry Brokken, holenderska piosenkarka (zm. 2016)
  - António Garrido, portugalski sędzia piłkarski (zm. 2014)
  - Andrzej Osęka, polski dziennikarz, publicysta, historyk i krytyk sztuki (zm. 2021)
  - Josef Rieder, austriacki narciarz alpejski (zm. 2019)
- 1933:
  - Nicolas Coster, brytyjski aktor (zm. 2023)
  - Paul Crutzen, holenderski chemik atmosfery, meteorolog, wykładowca akademicki, laureat Nagrody Nobla (zm. 2021)
  - Edwin Rzeszuto, polski duchowny katolicki (zm. 2021)
- 1934:
  - Wiktor Gorbatko, rosyjski generał major lotnictwa, kosmonauta (zm. 2017)
  - Abimael Guzmán, peruwiański maoista, terrorysta, przywódca Świetlistego Szlaku (zm. 2021)
  - Fred Alan Wolf, amerykański fizyk teoretyk, wykładowca akademicki, pisarz
- 1935 – Barbara Houwalt-Kostecka, polska malarka, poetka
- 1936:
  - Mary Alice, amerykańska aktorka (zm. 2022)
  - Maciej Popko, polski orientalista, hetytolog, taternik (zm. 2014)
  - Józef Raszewski, polski działacz opozycji antykomunistycznej (zm. 2011)
  - Sonja Sperl, niemiecka narciarka alpejska
- 1937:
  - Carl de Boor, niemiecko-amerykański matematyk, wykładowca akademicki
  - Ole Henrik Laub, duński pisarz (zm. 2019)
  - Hipolit Jan Lipiński, polski franciszkanin, teolog
  - Zygmunt Magner, polski malarz, grafik (zm. 2011)
- 1938:
  - Jerzy Górzański, polski prozaik, poeta, felietonista, autor słuchowisk radiowych (zm. 2016)
  - Marian Kallas, polski historyk prawa (zm. 2020)
  - Werner Thissen, niemiecki duchowny katolicki, biskup pomocniczy Münster, arcybiskup Hamburga (zm. 2025)
- 1939:
  - Tom Bagley, amerykański kierowca wyścigowy
  - Frankie Narvaez, portorykański bokser (zm. 2004)
  - John Paul Sr., amerykański kierowca wyścigowy
  - Isztwan Sekecz, ukraiński piłkarz, trener pochodzenia węgierskiego (zm. 2019)
- 1940:
  - Manuela Ferreira Leite, portugalska ekonomistka, polityk
  - Daniel Salmon, francuski kolarz szosowy i torowy
  - Kishin Shinoyama, japoński fotograf, artysta współczesny (zm. 2024)
- 1941:
  - Barbara Frączek, polska okulistka, działaczka społeczna, polityk, poseł na Sejm RP (zm. 2023)
  - Hubert Skowronek, polski piłkarz (zm. 1979)
  - Ian Uttley, nowozelandzki rugbysta (zm. 2015)
- 1942:
  - Edmond Hervé, francuski polityk, deputowany, minister, senator
  - Peter Mafany Musonge, kameruński polityk, premier Kamerunu
  - Georges Mauduit, francuski narciarz alpejski
  - Pedro Rocha, urugwajski piłkarz (zm. 2013)
  - Alice Schwarzer, niemiecka feministka
- 1943:
  - Barbara Dunin, polska piosenkarka (zm. 2020)
  - Pentti Kahma, fiński lekkoatleta, dyskobol
  - Jerzy Michalak, polski scenograf teatralny i filmowy, malarz (zm. 2024)
  - Kiyoshi Tomizawa, japoński piłkarz
- 1944:
  - Ayo-Maria Atoyebi, nigeryjski duchowny katolicki, biskup Ilorin (zm. 2025)
  - Jan Johansen, szwedzki kajakarz
  - Craig Raine, brytyjski poeta, krytyk literacki
- 1945:
  - Bożidar Dimitrow, bułgarski historyk, polityk (zm. 2018)
  - Luis Garisto, urugwajski piłkarz, trener (zm. 2017)
  - Jørn Krab, duński wioślarz
  - Krystyna Sadowska-Nizowicz, polska wokalistka, członkini zespołu Filipinki (zm. 2012)
  - Paul Staes, belgijski ekolog, dziennikarz, polityk, eurodeputowany (zm. 2024)
- 1946:
  - Anna Bernat, polska poetka, autorka tekstów piosenek, tłumaczka
  - Sammy Morgan, północnoirlandzki piłkarz
  - Joop Zoetemelk, holenderski kolarz szosowy
- 1947:
  - Mario Borghezio, włoski polityk
  - Christophe Dufour, francuski duchowny katolicki, arcybiskup Aix
  - Lena Kolarska-Bobińska, polska socjolog, polityk, minister nauki i szkolnictwa wyższego, eurodeputowana
  - Jacques Mézard, francuski prawnik, samorządowiec, polityk
  - Olga Pall, austriacka narciarka alpejska
  - Alicja Szymczak, polska historyk
- 1948:
  - Sérgio Arthur Braschi, brazylijski duchowny katolicki, biskup Ponta Grossa
  - Ozzy Osbourne, brytyjski muzyk, wokalista, autor tekstów, członek zespołu Black Sabbath (zm. 2025)
  - Adam Przybecki, polski duchowny katolicki, teolog
  - Andrzej Spychalski, polski prawnik, polityk, senator RP
- 1949:
  - John Akii-Bua, ugandyjski lekkoatleta, płotkarz (zm. 1997)
  - Barbara Blida, polska polityk, poseł na Sejm RP, minister gospodarki przestrzennej i budownictwa (zm. 2007)
  - Heather Menzies, kanadyjska aktorka (zm. 2017)
  - Nicky Stevens, walijska wokalistka, członkini zespołu Brotherhood of Man
  - Mickey Thomas, amerykański wokalista, członek zespołu Jefferson Starship
- 1950:
  - Gianni De Magistris, włoski piłkarz wodny
  - Asa Hutchinson, amerykański polityk, gubernator Arkansas
  - Alberto Juantorena, kubański lekkoatleta, sprinter i średniodystansowiec, działacz sportowy
  - Waldemar Mazur, polski samorządowiec, prezydent Skarżyska-Kamiennej
  - Jerzy Tiuryn, polski matematyk, informatyk
  - Peter Trump, niemiecki hokeista na trawie
- 1951:
  - Mike Bantom, amerykański koszykarz
  - Jim Brewer, amerykański koszykarz
  - Marek Kłoczko, polski przedsiębiorca, polityk, poseł na Sejm RP
  - Rick Mears, amerykański kierowca wyścigowy
- 1952:
  - Argemiro de Azevedo, brazylijski duchowny katolicki, biskup Assis
  - Lisenko Malaj, albański aktor, reżyser filmowy (zm. 2018)
  - Mel Smith, brytyjski aktor, komik, scenarzysta, reżyser i producent filmowy (zm. 2013)
- 1953:
  - Greg Jones, amerykański narciarz alpejski
  - Franz Klammer, austriacki narciarz alpejski
  - Bogusław Sonik, polski dziennikarz, polityk, eurodeputowany, poseł na Sejm RP
- 1954:
  - Tacciana Chadniewicz, białoruska milicjantka, polityk
  - Ewa Machulska, polska dekoratorka wnętrz, scenografka, kostiumografka, aktorka
- 1955:
  - Melody Anderson, kanadyjska aktorka
  - Pier Ferdinando Casini, włoski polityk
  - Steven Culp, amerykański aktor
  - Bernd Duvigneau, niemiecki kajakarz
  - Gilbert Glaus, szwajcarski kolarz szosowy
  - Alberto Tarantini, włoski piłkarz
  - Daniel Wełna, polski kajakarz, trener
- 1956:
  - Ewa Kopacz, polska lekarka pediatra, działaczka samorządowa, polityk, minister zdrowia, marszałek Sejmu i premier RP, eurodeputowana
  - Marek Moś, polski skrzypek, dyrygent, dyrektor orkiestry
- 1957:
  - Anne B. Ragde, norweska pisarka
  - Michał Wróbel, polski piłkarz
- 1958:
  - Otto Becker, niemiecki jeździec sportowy
  - Barbara Nawrot, polska koszykarka
  - Alex White, irlandzki prawnik, polityk
- 1959:
  - Mario Hernig, niemiecki kolarz torowy
  - Kathy Jordan, amerykańska tenisistka
  - Barbara Magiera, polska działaczka samorządowa, burmistrz Radlina
  - Adam Worwa, polski hokeista (zm. 2017)
- 1960:
  - Ben Bottoms, amerykański aktor
  - Alena Dzikawicka, białoruska pedagog i psycholog dziecięca, polityk
  - Jam El Mar, niemiecki muzyk, producent muzyczny
  - Daryl Hannah, amerykańska aktorka
  - Igor Łarionow, rosyjski hokeista
  - Julianne Moore, amerykańska aktorka
  - Steven Swanson, amerykański inżynier, astronauta
- 1961:
  - Wayne Adam Ford, amerykański seryjny morderca
  - François Gnonhossou, beniński duchowny katolicki, biskup Dassa-Zoumé
  - Igor Lukšič, słoweński polityk
  - João Santos Cardoso, brazylijski duchowny katolicki, biskup Bom Jesus da Lapa
- 1962:
  - Krzysztof Hejke, polski fotografik, operator, wydawca, podróżnik
  - Natalija Hryhorjewa, ukraińska lekkoatletka, płotkarka
  - Tammy Jackson, amerykańska koszykarka
  - Benito Adán Méndez, wenezuelski duchowny katolicki, ordynariusz połowy Wenezueli
  - Niccolò Rinaldi, włoski polityk, eurodeputowany
- 1963:
  - Steve Hegg, amerykański kolarz szosowy i torowy
  - Joe Lally, amerykański gitarzysta, autor tekstów piosenek
  - Terri Schiavo, amerykańska pacjentka (zm. 2005)
- 1964:
  - Daniel Dyluś, polski piłkarz, trener
  - Dariusz Gajewski, polski reżyser filmowy
  - István Kozma, węgierski piłkarz
  - Kazimierz Kuberski, polski prawnik, urzędnik państwowy
  - Marcin Małecki, polski kompozytor i pianista jazzowy (zm. 2008)
  - Tosh McKinlay, szkocki piłkarz
  - Stanisław Trociuk, polski prawnik, zastępca rzecznika praw obywatelskich
- 1965:
  - Barbara Garrick, amerykańska aktorka
  - Tomasz Hudziec, polski aktor
  - Andrew Stanton, amerykański aktor dubbingowy, reżyser, producent i scenarzysta filmowy
  - Katarina Witt, niemiecka łyżwiarka figurowa
- 1966:
  - Bernd Althusmann, niemiecki polityk
  - Ilona Mądra, polska koszykarka
  - Celina Muza, polska piosenkarka, aktorka, producentka muzyczna
  - Flemming Povlsen, duński piłkarz
- 1967:
  - Johnson Bwalya, zimbabwejski piłkarz
  - Edmilson Tadeu Canavarros dos Santos, brazylijski duchowny katolicki, biskup pomocniczy Manaus
  - Mark Deklin, amerykański aktor
  - Nicolae Guță, rumuński piosenkarz
  - Gilles Marguet, francuski biathlonista
- 1968:
  - Asim Ademow, bułgarski polityk
  - Isabel Cueto, niemiecka tenisistka
  - John DeBrito, amerykański piłkarz (zm. 2020)
  - Brendan Fraser, kanadyjsko-amerykański aktor
  - Montell Jordan, amerykański piosenkarz, autor tekstów, producent muzyczny
  - Janeene Vickers, amerykańska lekkoatletka, płotkarka
- 1969:
  - Thomas Forstner, austriacki piosenkarz, autor tekstów
  - Halvard Hanevold, norweski biathlonista (zm. 2019)
  - Radek Kobiałko, polski producent filmowy i muzyczny, reżyser i scenarzysta programów telewizyjnych
  - Magni Laksáfoss, farerski ekonomista, demograf, polityk
  - Bill Steer, brytyjski muzyk, wokalista, kompozytor, autor tekstów, członek zespołów: Carcass, Napalm Death, Firebird, Gentlemans Pistols i Angel Witch
- 1970:
  - Felipe Braun, chilijski aktor
  - Stephanie Herseth, amerykańska prawnik, polityk
  - Lindsey Hunter, amerykański koszykarz, trener
  - Christian Karembeu, francuski piłkarz pochodzenia nowokaledońskiego
  - Jimmy Shergill, indyjski aktor
  - Katarzyna Skrzynecka, polska aktorka, piosenkarka, kompozytorka, autorka tekstów
  - Marianne Vind, duńska działaczka związkowa, polityk
- 1971:
  - Heiko Herrlich, niemiecki piłkarz, trener
  - Andrzej Kochański, polski lekarz genetyk
  - Ola Rapace, szwedzki aktor
  - Frank Sinclair, jamajski piłkarz
  - Henk Timmer, holenderski piłkarz, trener
  - Keegan Connor Tracy, kanadyjska aktorka
- 1972:
  - Bucky Lasek, amerykański skater
  - Ołeh Laszko, ukraiński dziennikarz, polityk
  - Eva Němcová, czeska koszykarka
- 1973:
  - Daniela Biamonte, włoska siatkarka
  - Adriana Carmona, wenezuelska taekwondzistka
  - Holly Marie Combs, amerykańska aktorka
  - Maciej Jabłoński, polski dziennikarz i prezenter telewizyjny, lektor
  - Artur Jakubiec, polski szachista, trener
  - Martin Stoew, bułgarski siatkarz, trener
  - Super Crazy, meksykański wrestler
- 1974:
  - Messan Ametekodo, togijski piłkarz
  - Ałbena Denkowa, bułgarska łyżwiarka figurowa
  - Louis Gomis, senegalski piłkarz
  - Ľubomír Reiter, słowacki piłkarz
  - Mónika Sánchez, meksykańska aktorka
- 1975:
  - Salvatore Amitrano, włoski wioślarz
  - Zosima (Balin), rosyjski biskup prawosławny
  - Natalija Borysenko, ukraińska piłkarka ręczna
  - Andrei Istrățescu, francuski szachista pochodzenia rumuńskiego
  - Małgorzata Sadurska, polska polityk, poseł na Sejm RP
  - Luciano Siqueira, brazylijski piłkarz
  - Pernille Vermund, duńska architekt, polityk
- 1976:
  - Mark Boucher, południowoafrykański krykiecista
  - Byron Kelleher, nowozelandzki rugbysta
  - Gerardo Vallejo, kolumbijski piłkarz
- 1977:
  - Monika Krupa, polska szachistka
  - Torben Liebrecht, niemiecki aktor, reżyser teatralny, telewizyjny i filmowy
  - Adam Małysz, polski skoczek narciarski, kierowca rajdowy, działacz sportowy
  - Ksenija Pajčin, serbska piosenkarka, projektantka mody, fotomodelka (zm. 2010)
- 1978:
  - Daniel Alexandersson, szwedzki piłkarz
  - Katherine Compton, amerykańska kolarka przełajowa i szosowa
  - Sebastian Frycz, polski kierowca rajdowy
  - Ri Song-hui, północnokoreańska sztangistka
  - Jakub Rutnicki, polski polityk, poseł na Sejm RP
  - Trina, amerykańska raperka
- 1979:
  - Rainbow Francks, kanadyjski aktor
  - Björn Goldschmidt, niemiecki kajakarz
  - Marcin Kaczmarek, polski piłkarz
  - Andre Mijatović, chorwacki piłkarz
  - Uwe Möhrle, niemiecki piłkarz
  - Marina Orioł, rosyjska aktorka
  - Sean Parker, amerykański przedsiębiorca
  - Konkona Sen Sharma, indyjska aktorka
  - Kjersti Annesdatter Skomsvold, norweska pisarka
- 1980:
  - Rafał Antoniewski, polski szachista
  - Iulian Apostol, rumuński piłkarz
  - Mikołaj (Aszymow), rosyjski biskup prawosławny
  - Jurij Buchało, ukraińsko-polski rugbysta
  - Anna Chlumsky, amerykańska aktorka
  - Fabio Coltorti, szwajcarski piłkarz, bramkarz
  - Jenna Dewan, amerykańska tancerka, aktorka
  - Zlata Filipović, bośniacka pisarka, producentka filmów dokumentalnych
  - Nicoleta Manu, rumuńska siatkarka
- 1981:
  - Janis Amanatidis, grecki piłkarz
  - Choi Heung-chul, południowokoreański skoczek narciarski
  - Mindaugas Grigalevičius, litewski piłkarz
  - Malcolm Klassen, południowoafrykański bokser
  - Geoffroy Krantz, francuski piłkarz ręczny
  - Louise Roe, brytyjska modelka, dziennikarka modowa, prezenterka telewizyjna
  - Patrycja Soliman, polska aktorka pochodzenia egipskiego
  - David Villa, hiszpański piłkarz
- 1982:
  - Ludwig Blochberger, niemiecki aktor
  - Daniel, brazylijski piłkarz plażowy
  - Michael Essien, ghański piłkarz
  - Michel Gurfi, argentyński aktor
  - Silviu Izvoranu, rumuński piłkarz
  - Jan Jobs, polski prawnik, adwokat, członek Trybunału Stanu
  - Tōru Miyamoto, japoński piłkarz
  - Dominika Polakowska, polska łyżwiarka figurowa
  - Tereza Rossi, czeska siatkarka
  - Ondřej Švejdík, czeski piłkarz
  - Ola Trzaska, polska wokalistka jazzowa, flecistka, kompozytorka, autorka tekstów
  - Aníbal Zurdo, meksykański piłkarz pochodzenia hiszpańskiego
- 1983:
  - Aleksiej Drozdow, rosyjski lekkoatleta, wieloboista
  - Kristopher Gilchrist, brytyjski pływak
- 1984:
  - Manuel Arana, hiszpański piłkarz
  - Michał Jan Borucki, polski artysta, malarz, rysownik, grafik, architekt
  - Dżargalsajchany Czuluunbat, mongolski zapaśnik
  - Pablo Donoso, chilijski kierowca wyścigowy
  - Sarah Foret, amerykańska aktorka
  - Denys Forow, ukraiński, rosyjski i ormiański zapaśnik
  - Juan Pablo Francia, argentyński piłkarz
  - Andrea Lazzari, włoski piłkarz
  - Cosmin Moți, rumuński piłkarz
  - Awraam Papadopulos, grecki piłkarz
- 1985:
  - László Cseh, węgierski pływak
  - Brian Roberts, amerykański koszykarz
  - Sıla Şahin, turecko-niemiecka aktorka, modelka pochodzenia kurdyjskiego
  - Amanda Seyfried, amerykańska aktorka
- 1986:
  - Krzysztof Jakóbczyk, polski koszykarz
  - Peter Lambert, brytyjsko-południowoafrykański wioślarz
  - Stephanie Roorda, kanadyjska kolarka torowa i szosowa
  - Radek Smoleňák, czeski hokeista
  - Iryna Truszkina, ukraińska siatkarka
- 1987:
  - Michael Angarano, amerykański aktor pochodzenia włosko-żydowskiego
  - William Greenblatt, kanadyjski aktor
  - Dick Kooy, holenderski siatkarz
  - Andrij Lubka, ukraiński poeta, prozaik, eseista, tłumacz
  - Adrienne Martelli, amerykańska wioślarka
  - Vera Neuenswander, amerykańska lekkoatletka, tyczkarka
  - Alicia Sacramone, amerykańska gimnastyczka pochodzenia włoskiego
- 1988:
  - Pietro Boselli, włoski nauczyciel, model
  - Mayara Graciano, brazylijska zapaśniczka
  - Christian Mouritsen, farerski piłkarz
  - Valeria Pirone, włoska piłkarka
  - Michela Quattrociocche, włoska aktorka
- 1989:
  - Arina Biłocerkiwśka, ukraińska koszykarka
  - Gillian Carleton, kanadyjska kolarka torowa
  - Maja Hyży, polska piosenkarka
  - Donior Islamov, mołdawski zapaśnik
  - Frank Lopez, belizeński piłkarz
  - Katura Marae, vanuacka lekkoatletka, sprinterka
  - Alex McCarthy, angielski piłkarz, bramkarz
  - Tomasz Narkun, polski zawodnik MMA, grappler
  - Mattia Pesce, włoski pływak
- 1990:
  - Christian Benteke, belgijski piłkarz pochodzenia kongijskiego
  - Sharon Fichman, kanadyjska tenisistka
  - Long Qingquan, chiński sztangista
  - Anna Sień, rosyjska piłkarka ręczna
- 1991:
  - Ekaterine Gorgodze, gruzińska tenisistka
  - Anna Odobescu, mołdawska piosenkarka
  - Jakub Parzeński, polski koszykarz
  - Dominika Sobolska-Tarasova, belgijska siatkarka pochodzenia polskiego
  - Armando Vajushi, albański piłkarz
  - Dariusz Wyka, polski koszykarz
- 1992:
  - Daniel Abt, niemiecki kierowca wyścigowy
  - Eli Dasa, izraelski piłkarz pochodzenia etiopskiego
  - Ayanleh Souleiman, dżibutyjski lekkoatleta, średniodystansowiec
  - Justyna Święty-Ersetic, polska lekkoatletka, sprinterka
- 1993:
  - Nirra Fields, kanadyjska koszykarka
  - Sean McGoldrick, brytyjski bokser
  - Klaudia Naziębło, polska pływaczka
- 1994:
  - Jake T. Austin, amerykański aktor pochodzenia polsko-hiszpańskiego
  - Jevon Balfour, kanadyjski zapaśnik
  - Antonín Barák, czeski piłkarz
  - Barbara Matić, chorwacka judoczka
  - Bernarda Pera, amerykańska tenisistka pochodzenia chorwackiego
- 1995:
  - Angèle, belgijska piosenkarka, autorka tekstów, pianistka, producentka płytowa, aktorka
  - Franco Atchou, togijski piłkarz
  - Julius Honka, fiński hokeista
  - Issei Ōtake, japoński siatkarz
  - Srđan Plavšić, serbski piłkarz
  - Marco Tadé, szwajcarski narciarz dowolny
  - Timon Wellenreuther, niemiecki piłkarz, bramkarz
- 1996:
  - Martín García García, hiszpański pianista
  - José Morales, gwatemalski piłkarz
  - Ewa Pajor, polska piłkarka
  - Abbey Weitzeil, amerykańska pływaczka
- 1997:
  - Eryk Hampel, polski lekkoatleta, sprinter
  - Ogbonna John, nigeryjski zapaśnik
  - Jineiry Martínez, dominikańska siatkarka
  - Michael Norman, amerykański lekkoatleta, sprinter
  - January Sobczak, polski koszykarz
- 1998:
  - Oday Dabbagh, palestyński piłkarz
  - Abdeldjebar Djebbari, algierski zapaśnik
  - Marcus Edwards, angielski piłkarz
  - Tobias Hedström, szwedzki narciarz alpejski
  - Paulina Paluch, polska lekkoatletka, sprinterka
- 1999 – Merlin Surget, francuski snowboardzista
- 2000:
  - Iru Checzanowi, gruzińska piosenkarka
  - César Huerta, meksykański piłkarz
  - Souaibou Marou, kameruński piłkarz
  - Francisco Nevárez, meksykański piłkarz
  - Magdalena Stysiak, polska siatkarka
- 2001 – Lorette Charpy, francuska gimnastyczka
- 2003 – Óscar Cortés, kolumbijski piłkarz
- 2005 – Sverre Magnus, norweski książę

## Zmarli
- 313 lub 316 – Dioklecjan, cesarz rzymski (ur. ok. 240)
- 1154 – Anastazy IV, papież (ur. ok. 1080)
- 1266 – Henryk III Biały, książę wrocławski (ur. 1227–36)
- 1353 – Guillaume d’Aure, francuski kardynał (ur. ?)
- 1522 – (między 29 listopada a 3 grudnia) Hans von Kulmbach, niemiecki malarz (ur. ok. 1480)
- 1532 – Ludwik II Wittelsbach, palatyn i książę Palatynatu-Zweibrücken (ur. 1502)
- 1551 – Andrzej I Górka, polski szlachcic, polityk, starosta generalny Wielkopolski, kasztelan poznański i kaliski (ur. 1500)
- 1552 – Franciszek Ksawery, hiszpański jezuita, święty (ur. 1506)
- 1592 – Aleksander Farnese, książę Parmy, namiestnik Niderlandów (ur. 1545)
- 1598 – Jan Iwicki, polski teolog, prawnik, wykładowca akademicki, pisarz polityczny, zwolennik kontrreformacji (ur. ok. 1550)
- 1635 – Henryk Firlej, polski duchowny katolicki, biskup poznański i biskup przemyski, referendarz wielki koronny, sekretarz królewski (ur. 1599)
- 1658 – Johannes Micraelius, niemiecki teolog, filozof, poeta, historyk (ur. 1597)
- 1659 – Gabriel II, ekumeniczny patriarcha Konstantynopola (ur. ?)
- 1676 – Daniël Stalpaert, holenderski architekt (ur. 1615)
- 1678 – Edward Colman, angielski męczennik, błogosławiony (ur. 1636)
- 1685 – Ibrahim Szejtan, turecki dowódca wojskowy, polityk (ur. ?)
- 1719 – Jan Aleksander Koniecpolski, polski szlachcic, rotmistrz, polityk (ur. 1635)
- 1742 – Jan Staniszewski, polski szlachcic, polityk (ur. ?)
- 1775 – Vincenzo Malvezzi Bonfioli, włoski duchowny katolicki, arcybiskup Bolonii, kardynał (ur. 1715)
- 1778 – Göran Rothman, szwedzki przyrodnik, lekarz (ur. 1739)
- 1784 – Wojciech Jakubowski, polski dowódca wojskowy, generał i marszałek polny wojsk francuskich, dyplomata, poeta, tłumacz (ur. 1712)
- 1789 – Claude Joseph Vernet, francuski malarz, miedziorytnik (ur. 1714)
- 1813 – Jean-Baptiste Meynier, francuski generał (ur. 1749)
- 1815 – John Carroll, amerykański duchowny katolicki, arcybiskup metropolita Baltimore (ur. 1735)
- 1823 – Giovanni Battista Belzoni, włoski siłacz cyrkowy, podróżnik, egiptolog (ur. 1778)
- 1826:
  - Levin August von Bennigsen, rosyjski generał pochodzenia niemieckiego (ur. 1745)
  - Stanisław Pac, polski lekarz, zoolog, podróżnik, superstulatek (ur. 1703)
- 1834 – Giuseppe Albani, włoski kardynał (ur. 1750)
- 1838 – Antoni Wroniecki, polski generał, uczestnik powstania listopadowego (ur. 1790)
- 1839:
  - Fryderyk VI Oldenburg, król Danii (ur. 1768)
  - Stanisław Wronowski, polski prawnik, mecenas i kolekcjoner sztuki (ur. 1733)
- 1844 – Piotr Butkowski, rosyjski psychiatra, chirurg (ur. 1801)
- 1850:
  - Józef Haller, polski prawnik, polityk (ur. 1783)
  - Andriej Sychra, rosyjski gitarzysta, kompozytor, pedagog pochodzenia czeskiego (ur. ok. 1773)
- 1854:
  - Johann Peter Eckermann, niemiecki poeta, prozaik (ur. 1792)
  - Jan Klemens Minasowicz, polski malarz, grafik, kolekcjoner, antykwariusz (ur. 1797)
- 1857 – Christian Daniel Rauch, niemiecki rzeźbiarz (ur. 1777)
- 1858 – Louis Didier Jousselin, francuski inżynier kolejnictwa, polityk (ur. 1776)
- 1860:
  - Wawrzyniec Domański, polski weterynarz (ur. 1807)
  - Jan Nepomucen de Tschiderer, włoski duchowny katolicki, biskup Trydentu, teolog, błogosławiony (ur. 1777)
- 1866 – Ernst von Pfuel, pruski generał, polityk, premier Prus (ur. 1779)
- 1872 – Paweł Darasz, polski lekarz, działacz niepodległościowy oraz powstaniec listopadowy (ur. 1811)
- 1882:
  - Bernard II, książę Saksonii-Meiningen (ur. 1800)
  - Siergiej Nieczajew, rosyjski anarchista (ur. 1847)
- 1888:
  - Józef Brzowski, polski kompozytor, dyrygent, pedagog (ur. 1805 lub 03)
  - Carl Zeiss, niemiecki mechanik, przedsiębiorca (ur. 1816)
- 1890 – Gottfried Ludolf Camphausen, pruski polityk, premier Prus (ur. 1803)
- 1891 – Wilhelm Kergel, austriacki filolog klasyczny, wykładowca akademicki (ur. 1822)
- 1892:
  - William Bonaparte-Wyse, irlandzki żołnierz, poeta pochodzenia francuskiego (ur. 1826)
  - Afanasij Fet, rosyjski poeta (ur. 1820)
- 1893 – Max Toeppen, niemiecki historyk, pedagog (ur. 1822)
- 1894:
  - Wiktor Baworowski, polski ziemianin, bibliofil, mecenas nauk, poeta, tłumacz (ur. 1825 lub 26)
  - Robert Louis Stevenson, szkocki prozaik, poeta, reportażysta (ur. 1850)
- 1897 – Friedrich August Theodor Winnecke, niemiecki astronom (ur. 1835)
- 1899 – Georg Ratzinger, niemiecki duchowny katolicki, polityk (ur. 1844)
- 1901 – Izydor Szaranewycz, ukraiński historyk, wykładowca akademicki pochodzenia polskiego (ur. 1829)
- 1902:
  - Hieronymus Lorm, austriacki filozof, pisarz pochodzenia żydowskiego (ur. 1821)
  - Prudente de Morais, brazylijski polityk, prezydent Brazylii (ur. 1841)
- 1903 – Lydia Starr McPherson, amerykańska poetka (ur. 1827)
- 1904 – Aleksander Michalski, polski geolog (ur. 1855)
- 1905 – Antoni Józef Mars, polski ziemianin, działacz społeczny i gospodarczy (ur. 1819)
- 1909 – Johannes Bochenek, niemiecki malarz religijny, portrecista (ur. 1831)
- 1910 – Mary Baker Eddy, amerykańska mistyczka chrześcijańska (ur. 1821)
- 1912:
  - Ludmiła Schwarz, polska działaczka społeczna i niepodległościowa (ur. 1834)
  - Alice Bunker Stockham, amerykańska ginekolog (ur. 1833)
- 1913 – Stefan Denisewicz, polski duchowny katolicki, biskup pomocniczy mohylewski (ur. 1836)
- 1914 – Karol Żuławski, polski psychiatra, wykładowca akademicki (ur. 1845)
- 1917:
  - Federico González y Suárez, ekwadorski duchowny katolicki, biskup Ibarry i arcybiskup Quito (ur. 1845)
  - Carlo Oriani, włoski kolarz szosowy, żołnierz (ur. 1888)
- 1918:
  - Carl Busse, niemiecki pisarz, publicysta, wydawca (ur. 1872)
  - Joseph Langer, niemiecki malarz, konserwator dzieł sztuki, podróżnik (ur. 1865)
  - Jan (Smirnow), rosyjski biskup prawosławny (ur. 1857)
- 1919 – Auguste Renoir, francuski malarz, rzeźbiarz (ur. 1841)
- 1920 – Julian Bończa-Tomaszewski, polski malarz (ur. 1834)
- 1924 – Ludwik Stasiak, polski malarz, rysownik, pisarz, dziennikarz, publicysta, historyk sztuki, wydawca (ur. 1858)
- 1925:
  - Teodor Obraczay, polski pułkownik piechoty (ur. 1862)
  - Wilhelm Zagórski, polski podpułkownik piechoty (ur. 1892)
- 1926:
  - Siegfried Jacobsohn, niemiecki dziennikarz, krytyk teatralny, wydawca pochodzenia żydowskiego (ur. 1881)
  - Viktor Ponrepo, czeski złotnik, iluzjonista, reżyser filmowy (ur. 1858)
- 1927 – Václav Alois Jung, czeski prozaik, poeta, tłumacz, leksykograf (ur. 1858)
- 1928 – Ezra Meeker, amerykański pionier Dzikiego Zachodu (ur. 1830)
- 1929:
  - Ferdynand Kuraś, polski poeta ludowy, pamiętnikarz, publicysta (ur. 1871)
  - Giovanni Mingazzini, włoski neuropatolog, neuroanatom, psychiatra (ur. 1859)
  - Karolina z Ostaszewskich Wojciechowska, polska działaczka niepodległościowa, uczestniczka powstania styczniowego (ur. 1837)
- 1930 – Izaak Bauminger, polski fabrykant, kupiec, polityk, poseł na Sejm RP pochodzenia żydowskiego (ur. 1868)
- 1931:
  - Thomas Macnamara, brytyjski polityk (ur. 1861)
  - Maria Witkiewiczowa, polska nauczycielka muzyki (ur. 1853)
- 1932:
  - Adam Hełm-Pirgo, polski pułkownik, kartograf (ur. 1852)
  - Stefan Przezdziecki, polski ziemianin, hrabia, prawnik, dyplomata, polityk, poseł na Sejm RP (ur. 1879)
- 1933 – Leon Mieczysław Zawiejski, polski rzeźbiarz (ur. 1856)
- 1935 – Wiktoria Koburg, brytyjska księżniczka (ur. 1868)
- 1937 – Attila József, węgierski poeta (ur. 1905)
- 1938 – Zachari Bakradze, gruziński generał brygady w służbie polskiej (ur. 1868)
- 1939:
  - Ludwika Koburg, brytyjska księżniczka, księżna Argyll (ur. 1848)
  - Paweł Korytko, polski major kawalerii (ur. 1884)
- 1940 – John Templeton Bowen, amerykański dermatolog, wykładowca akademicki (ur. 1857)
- 1941:
  - Pawieł Fiłonow, rosyjski malarz (ur. 1883)
  - Jan Potoczek, polski polityk, poseł na Sejm Ustawodawczy (ur. 1857)
  - Christian Sinding, norweski kompozytor, pedagog (ur. 1856)
- 1942:
  - Artur Berson, niemiecki inżynier fizyk, meteorolog pochodzenia żydowskiego (ur. 1859)
  - Joachim Gürtler, polski kleryk rzymskokatolicki (ur. 1918)[7]
  - Henner Henkel, niemiecki tenisista, żołnierz (ur. 1915)
  - Stanisław Jaster, polski major, legionista (ur. 1892)
  - Julij Konius, rosyjski skrzypek, pedagog, kompozytor, poeta (ur. 1869)
- 1943:
  - Stefan Bryła, polski inżynier budownictwa (ur. 1886)
  - Władysław Jakubowski, polski inżynier (ur. 1857)
  - Eugeniusz Kątkowski, polski generał dywizji (ur. 1860)
- 1944:
  - Andrzej, książę Grecji i Danii (ur. 1882)
  - Wilhelm Gerstenmeier, niemiecki funkcjonariusz i zbrodniarz nazistowski (ur. 1908)
  - Józef Albin Herbaczewski, litewski poeta, dramaturg, publicysta, tłumacz (ur. 1876)
  - Anton Thernes, niemiecki funkcjonariusz i zbrodniarz nazistowski (ur. 1892)
  - Hermann Vögel, niemiecki funkcjonariusz i zbrodniarz nazistowski (ur. 1902)
  - Czesław Zajączkowski, polski podporucznik AK (ur. 1917)
- 1945:
  - Bolesław Kowalski, polski ginekolog położnik, wykładowca akademicki (ur. 1885)
  - Adam Krężel, polski działacz ludowy, polityk, poseł na Sejm Ustawodawczy (ur. 1871)
  - Adam Stegerwald, niemiecki polityk, premier Prus (ur. 1874)
- 1948:
  - Antoni Krupski, szwajcarski profesor weterynarii pochodzenia polskiego (ur. 1889)
  - Josef Remmele, niemiecki funkcjonariusz i zbrodniarz nazistowski (ur. 1903)
- 1949:
  - Misza Fiszzon, polski aktor pochodzenia żydowskiego (ur. 1884)
  - Leon Ormezowski, polski malarz, pedagog (ur. 1896)
  - Elin Pelin, bułgarski pisarz (ur. 1877)
  - Marija Uspienska, amerykańska aktorka pochodzenia rosyjskiego (ur. 1876)
- 1950 – Franciszek Łukasiewicz, polski pianista (ur. 1890)
- 1952:
  - Vladimír Clementis, czechosłowacki polityk komunistyczny (ur. 1902)
  - Roman Dawidowski, polski inżynier, wykładowca akademicki (ur. 1883)
  - Maria Dąbrowska, polska aktorka (ur. 1865)
  - Milan Grol, jugosłowiański pisarz, krytyk literacki, polityk (ur. 1876)
  - Aleksander Kita, polski podpułkownik (ur. 1912)
  - Marian Orlik, polski podpułkownik (ur. 1916)
  - André Simone, czechosłowacki dziennikarz, polityk komunistyczny (ur. 1895)
  - Rudolf Slánský, czechosłowacki polityk komunistyczny pochodzenia żydowskiego (ur. 1901)
  - Otto Šling, czechosłowacki polityk komunistyczny (ur. 1912)
  - Marian Śmiglak, polski piłkarz (ur. 1902)
- 1954 – Wiktor Piotrowicz, polski urzędnik, historyk, publicysta, krytyk literacki (ur. 1900)
- 1956:
  - Felix Bernstein, niemiecki matematyk, wykładowca akademicki pochodzenia żydowskiego (ur. 1878)
  - Aleksandr Rodczenko, rosyjski malarz, rzeźbiarz (ur. 1891)
- 1957:
  - Gyula Hefty, węgierski taternik, narciarz, działacz turystyczny (ur. 1888)
  - Jakub Kania, polski pisarz, działacz społeczny (ur. 1872)
  - Marianna Saltini, włoska Służebnica Boża (ur. 1889)
- 1958 – Stanisław Lisowski, polski generał dywizji, inżynier (ur. 1902)
- 1959:
  - Wacław Gebethner, polski wszechstronny lekkoatleta, porucznik rezerwy kawalerii (ur. 1899)
  - Juozapas Skvireckas, litewski duchowny katolicki, arcybiskup kowieński (ur. 1873)
- 1961:
  - Władysław Lohn, polski jezuita, profesor teologii (ur. 1889)
  - Pat O’Hara Wood, australijski tenisista (ur. 1891)
- 1962:
  - Pawieł Biełow, radziecki generał pułkownik (ur. 1897)
  - Mary Gilmore, australijska pisarka, działaczka społeczna (ur. 1865)
  - Jan Hampel, polski hokeista, bramkarz (ur. 1933)
  - Antoni Rybarski, polski historyk, archiwista, wydawca źródeł (ur. 1886)
  - Vilhelm Vett, duński żeglarz sportowy (ur. 1879)
- 1963:
  - Alfred Aberdam, polski malarz pochodzenia żydowskiego (ur. 1894)
  - Hector Raemaekers, belgijski piłkarz (ur. 1883)
  - Adolf Sowiński, polski poeta, prozaik, krytyk literacki, tłumacz (ur. 1914)
- 1964:
  - Stefan Bartik, polski aktor (ur. 1903)
  - Edwin Jacob, brytyjski żeglarz sportowy (ur. 1878)
  - Joachim Mehr, niemiecka ofiara muru berlińskiego (ur. 1945)
  - Wasilij Popow, radziecki polityk (ur. 1903)
- 1965 – Aleksander Romeyko, polski generał brygady (ur. 1898)
- 1966 – Eric Sandberg, szwedzki żeglarz sportowy (ur. 1884)
- 1967:
  - Hendrik Kersken, holenderski żeglarz sportowy (ur. 1880)
  - Annette Kolb, niemiecko-francuska pisarka, eseistka (ur. 1870)
- 1968:
  - Abdułła Adigamow, baszkirski i radziecki polityk (ur. 1896)
  - Maksymilian Furmański, polski działacz związkowy i komunistyczny (ur. 1884)
  - Zbigniew Mitzner, polski dziennikarz, felietonista, publicysta (ur. 1910)
- 1969:
  - Eduardo Astengo, peruwiański piłkarz (ur. 1905)
  - Stanisław Czernik, polski pisarz (ur. 1899)
  - Gwidon Czerwiński, polski i radziecki generał (ur. 1902)
- 1970 – Jadwiga Dębicka, polska śpiewaczka operowa (sopran) (ur. 1888)
- 1972:
  - Erwin Bowien, niemiecki malarz, poeta, prozaik (ur. 1899)
  - Stanisław Brzeski, polski kapitan pilot, as myśliwski (ur. 1918)
  - Friedrich Christiansen, niemiecki generał pilot, as myśliwski (ur. 1879)
  - Killian Flynn, irlandzki duchowny katolicki, kapucyn, misjonarz, prefekt apostolski Wodospadów Wiktorii (ur. 1905)
- 1973 – Adolfo Ruiz Cortines, meksykański polityk, prezydent Meksyku (ur. 1890)
- 1974 – Władysław Bukowiński, polski duchowny katolicki, misjonarz, błogosławiony (ur. 1904)
- 1976:
  - Konrad Bryzek, polski dyrygent, skrzypek, pedagog (ur. 1921)
  - Alfredo Dinale, włoski kolarz torowy i szosowy (ur. 1900)
  - Zenon Friedwald, polski piosenkarz, autor tekstów pochodzenia żydowskiego (ur. 1906)
  - Angelo Iachino, włoski admirał (ur. 1889)
  - Aleksandr Nowikow, radziecki dowódca wojskowy, główny marszałek lotnictwa, polityk (ur. 1900)
  - Henryk Paczkowski, polski piłkarz, bramkarz (ur. 1928)
- 1977:
  - Rudolf Kompfner, austriacko-amerykański architekt, fizyk, wykładowca akademicki (ur. 1909)
  - Zdzisław Siedlewski, polski rzemieślnik, polityk, poseł na Sejm PRL, wiceminister handlu wewnętrznego i usług (ur. 1921)
- 1978 – Wiktor Lebiediew, radziecki polityk (ur. 1917)
- 1979:
  - Dhyan Chand, indyjski hokeista na trawie (ur. 1905)
  - Chang Eun-kyung, południowokoreański judoka (ur. 1951)
  - František Kriegel, czechosłowacki lekarz, polityk komunistyczny (ur. 1908)
  - Zhang Guotao, chiński polityk komunistyczny (ur. 1897)
- 1980:
  - Kajetan Boratyński, polski entomolog, wykładowca akademicki (ur. 1907)
  - Oswald Mosley, brytyjski arystokrata, polityk faszystowski (ur. 1896)
  - Władysław Uziembło, polski samorządowiec, polityk, poseł na Sejm RP (ur. 1887)
  - Eino Virtanen, fiński zapaśnik (ur. 1908)
- 1981 – Stanisław Żeleński, polski aktor (ur. 1905)
- 1982:
  - Václav Chmelík, czechosłowacki lekkoatleta, kulomiot i oszczepnik, ginekolog (ur. 1904)
  - Estelle Clark, amerykańska aktorka pochodzenia polskiego (ur. 1898)
- 1983:
  - Jakow Nikułkin, radziecki generał porucznik, funkcjonariusz służb specjalnych (ur. 1913)
  - Wilhelm Rotkiewicz, polski inżynier, radiotechnik, wykładowca akademicki (ur. 1906)
  - Clement J. Zablocki, amerykański polityk pochodzenia polskiego (ur. 1912)
- 1984 – Alan Williams, amerykański rugbysta, inżynier (ur. 1893)
- 1987:
  - Gerard Skok, polski dziennikarz, polityk, poseł na Sejm PRL (ur. 1930)
  - Jewgienij Tołstikow, rosyjski badacz polarny (ur. 1913)
- 1988:
  - Franciszek Grolewski, polski polityk, poseł na Sejm PRL (ur. 1919)
  - Kornel Krzeczunowicz, polski ziemianin, oficer, polityk, pisarz emigracyjny (ur. 1894)
- 1989:
  - Sourou-Migan Apithy, dahomejski (beniński) polityk, premier i prezydent Dahomeju (ur. 1913)
  - Fernando Martín Espina, hiszpański koszykarz (ur. 1962)
  - Carlo Rim, francuski reżyser filmowy (ur. 1905)
- 1991:
  - Andrej Engel, słowacki lekkoatleta, sprinter (ur. 1910)
  - Franciszek Księżarczyk, polski generał broni (ur. 1906)
- 1992:
  - Luis Alcoriza, meksykański reżyser filmowy (ur. 1918)
  - Mieczysław Figarski, polski duchowny katolicki, jezuita (ur. 1917)
- 1994:
  - Giorgi Czanturia, gruziński polityk, opozycjonista (ur. 1959)
  - Tadeusz Śliwiak, polski poeta, tłumacz (ur. 1928)
- 1995 – Gerard John Schaefer, amerykański seryjny morderca (ur. 1946)
- 1997 – Henryk Czarnecki, polski pisarz (ur. 1925)
- 1999:
  - Enrique Cadicamo, argentyński pisarz, poeta (ur. 1900)
  - Madeline Kahn, amerykańska aktorka (ur. 1942)
  - Boris Kuzniecow, rosyjski piłkarz (ur. 1928)
  - Horst Mahseli, polski major, piłkarz pochodzenia niemieckiego (ur. 1934)
  - Zenon Hubert Nowak, polski historyk, mediewista (ur. 1934)
  - Scatman John, amerykański piosenkarz (ur. 1942)
  - Walter Schleger, austriacki piłkarz (ur. 1929)
- 2000:
  - Gwendolyn Brooks, amerykańska poetka (ur. 1917)
  - Hoyt Curtin, amerykański kompozytor, producent muzyczny (ur. 1922)
- 2002:
  - Paramahansa Hariharananda, indyjski jogin, swami, mistrz krijajogi (ur. 1907)
  - Adam Szpunar, polski prawnik (ur. 1913)
- 2003:
  - David Hemmings, brytyjski aktor, reżyser filmowy (ur. 1941)
  - Wanda Pomianowska, polska poetka (ur. 1919)
- 2004:
  - Marek Stachowski, polski kompozytor, pedagog (ur. 1936)
  - Maria Jarząbek-Chorzelska, polska immunodermatolożka (ur. 1939)
- 2005:
  - Peter Cook, australijski polityk (ur. 1943)
  - Lance Dossor, australijski pianista, pedagog pochodzenia brytyjskiego (ur. 1916)
  - John Ganzoni, brytyjski arystokrata, polityk (ur. 1932)
  - Kikka, fińska piosenkarka (ur. 1964)
  - Kåre Kristiansen, norweski polityk (ur. 1920)
  - Lupe Madera, meksykański bokser (ur. 1952)
- 2007:
  - Andrzej Skłodowski, polski dziennikarz, taternik, alpinista (ur. 1944)
  - Zdzisław Wróbel, polski pisarz, dziennikarz (ur. 1925)
- 2008:
  - Boris Konoplow, radziecki polityk (ur. 1919)
  - Don McKenzie, amerykański pływak (ur. 1947)
- 2009:
  - Paula Hawkins, amerykańska polityk (ur. 1927)
  - Jan Jelínek, czeski duchowny protestancki, podpułkownik (ur. 1912)
  - Richard Todd, brytyjski aktor (ur. 1919)
- 2010:
  - José Ramos Delgado, argentyński piłkarz (ur. 1935)
  - Ron Santo, amerykański baseballista (ur. 1940)
- 2011 – Sabri Godo, albański polityk, dziennikarz, pisarz, scenarzysta filmowy (ur. 1929)
- 2012:
  - Iwan Boboszko, ukraiński piłkarz (ur. 1930)
  - Władysław Trebunia-Tutka, polski artysta plastyk, malarz, muzyk, członek zespołu Trebunie-Tutki (ur. 1942)
- 2013:
  - Aleksy (Frołow), rosyjski duchowny prawosławny, arcybiskup kostromski i galicki (ur. 1947)
  - Rafał Włoczewski, polski gitarzysta, członek zespołu T.Love, operator filmowy (ur. 1963)
- 2014:
  - Jacques Barrot, francuski polityk, eurokomisarz (ur. 1937)
  - Nathaniel Branden, amerykański psycholog, pisarz (ur. 1930)
  - Sjef Janssen, holenderski kolarz szosowy (ur. 1919)
  - Ray Williams, walijski trener i działacz rugby union (ur. 1927)
- 2015:
  - Eevi Huttunen, fińska łyżwiarka szybka (ur. 1922)
  - Scott Weiland, amerykański wokalista, członek zespołu Stone Temple Pilots (ur. 1967)
  - Władimir Żeleznikow, rosyjski pisarz (ur. 1925)
- 2016:
  - Zuzanna Helska, polska aktorka (ur. 1929)
  - Tadeusz Wieczorek, polski aktor (ur. 1938)
- 2017:
  - Kjell Opseth, norweski polityk, minister transportu i komunikacji (ur. 1936)
  - Kazimierz Pawełek, polski dziennikarz, autor tekstów kabaretowych, polityk, senator RP (ur. 1936)
  - Jerzy Tomala, polski ekonomista (ur. 1926)
- 2018:
  - Andriej Bitow, rosyjski pisarz (ur. 1937)
  - Philip Bosco, amerykański aktor (ur. 1930)
  - Stanisław Grzywaczewski, polski piłkarz (ur. 1952)
  - Kim Ch’ŏl Man, północnokoreański generał armii, polityk (ur. 1920)
  - Elżbieta Krysińska, polska lekkoatletka, kulomiotka, wioślarka (ur. 1928)
  - Josep Lluís Núñez, hiszpański przedsiębiorca, hotelarz, działacz sportowy, prezes FC Barcelona (ur. 1931)
  - Carsten Otterbach, niemiecki gitarzysta, członek zespołu Morgoth (ur. 1970)
  - Maria Stokowska-Misiurkiewicz, polska aktorka (ur. 1945)
- 2019:
  - Wanda Gugnacka-Fiedor, polska biolog, wykładowczyni akademicka (ur. 1945)
  - Jacek Popiel, polski pilot i instruktor szybowcowy (ur. 1928)
- 2020:
  - André Gagnon, kanadyjski kompozytor, dyrygent (ur. 1936)
  - Albert Salvadó, andorski pisarz (ur. 1951)
  - Jacek Włodyga, polski samorządowiec, polityk, starosta jeleniogórski, działacz sportowy (ur. 1941)
- 2021:
  - Lamine Diack, senegalski lekkoatleta, skoczek w dal, działacz sportowy, przewodniczący IAAF, polityk (ur. 1933)
  - Horst Eckel, niemiecki piłkarz (ur. 1932)
  - Edi Luarasi, albańska piosenkarka, aktorka (ur. 1940)
  - Mirco Nontschew, niemiecki aktor, komik (ur. 1969)
  - Momčilo Vukotić, serbski piłkarz, trener (ur. 1950)
  - Janusz Wegiera, polski dziennikarz radiowy, autor tekstów piosenek (ur. 1946)
- 2022:
  - Svenne Hedlund, szwedzki piosenkarz (ur. 1945)
  - Jerzy Mroziak, polski psycholog, neuropsycholog (ur. 1941)
  - Tomasz Nowakowski, polski prawnik, urzędnik państwowy (ur. 1974)
  - Ałżan Żarmuchamiedow, kazachski koszykarz, trener (ur. 1944)
- 2023:
  - Giuseppe Germano Bernardini, włoski duchowny katolicki, wikariusz apostolski Anatolii, arcybiskup Izmiru (ur. 1928)
  - Glenys Kinnock, brytyjska nauczycielka, polityk, minister stanu, eurodeputowana (ur. 1944)
  - Bolesław Kowalczyk, polski lekkoatleta, średniodystansowiec (ur. 1936)
  - Christos Zacharakis, grecki prawnik, dyplomata, polityk, eurodeputowany (ur. 1939)
- 2024:
  - John Cummins, amerykański duchowny katolicki, biskup pomocniczy Sacramento, biskup Oakland (ur. 1928)
  - Frederick Henry, kanadyjski duchowny katolicki, biskup pomocniczy London, biskup Thunder Bay i Calgary (ur. 1943)
  - Ali Krasniqi, kosowski pisarz, działacz społeczny (ur. 1952)
  - Ecaterina Oancia, rumuńska wioślarka (ur. 1954)
  - Rafał Piotrowski, polski piłkarz (ur. 1974)
  - Maria Szymanowicz, polska muzykolog (ur. 1955)
  - Tan Howe Liang, singapurski sztangista (ur. 1933)
  - Dragoljub Raša Todosijević, serbski artysta sztuk wizualnych, performer, rzeźbiarz (ur. 1945)
  - Leszek Ułasiewicz, polski łyżwiarz szybki (ur. 1934)
  - Israel Vázquez, meksykański bokser (ur. 1977)